# Нове Життя (Золотоніський район)
Нове́ Життя — село в Україні, у Золотоніському районі Черкаської області. Входить до складу Чорнобаївської селищної громади.

## Історія
Село засноване в 1921 році. Збори громадян с. Хрестителеве вирішили утворити нове село на північ за 5 км у невеликій низовині, на землях, що раніше належали пану Тиховському. Землевпорядник Золотоніського землевідділу Іванов зробив нарізку нового села. Усю землю було розподілено по 0,54 га на кожен двір. Серед перших поселенців були Романенко С. І., Подрига Я. Г., Плахтій Г. П.
Уже в 1922 р. земельних ділянок було нарізано для 177 садиб. У 1924 р. село було повністю заселене.
У 1927 р. в центрі села побудовано першу школу.
У 1928 році утворена Новожиттівська сільська рада. До цього Нове Життя відносилося до Хрестителівської сільської ради. Першим сільським головою був Скитиба Федір Ількович.
У 1927 р. селяни почали об'єднуватися у кооперативні організації: «Плугатар», «Перше травня», «Червоний жовтень», «Червоний прапор». У 1928 р. кооперативи об'єдналися у колгосп «Шлях до комунізму». Згодом господарство об'єдналося з сусіднім колгоспом села Тарасівка, який 1959 р. перейменували на «Пам'яті Леніна».
У роки Другої світової війни брали участь у бойових діях 270 жителів села, 81 загинув. За мужність і героїзм 44 воїни нагороджені орденами та медалями. Споруджено пам'ятник Невідомому солдату та обеліск Слави.
В 2004 році організували кооператив з газифікації села, де головою був обраний Швидкий Іван Сергійович. 7 грудня 2006 року в будинки членів кооперативу був поданий газ.

## Населення
За даними перепису 2001 року населення села становило 356 осіб.
Станом на 1 січня 2025 року у селі обліковувалося 194 дворів та 182 жителів, переважно літніх людей.

### Мовний склад
Рідна мова населення за даними перепису 2001 року:
| Мова       | Чисельність, осіб | Доля     |
| ---------- | ----------------- | -------- |
| Українська | 343               | 96,35 %  |
| Російська  | 11                | 3,09 %   |
| Інше       | 2                 | 0,56 %   |
| Разом      | 356               | 100,00 % |

## Інфраструктура
Село розташоване за 25 км від центру громади та за 30 км від залізничної станції Пальміра.
У Новому Житті з 2006 року розташована центральна садиба ТОВ ВКФ «Валтас», керівником якої є Тітаренко Констянтин Миколайович. Основний напрям діяльності — вирощування кукурудзи, пшениці, ячменю, соняшнику.
У селі є початкова школа (з 2008 і до 2023 — Новожиттівський навчально-виховний комплекс), Будинок культури, бібліотека-філія, фельдшерський пункт, відділення поштового зв'язку, телефонна станція на 100 номерів, магазин, бар.

## Відомі жителі
- Баранник О. Н. — повний кавалер ордена Слави.
- Кисіль П. Д. — герой Соціалістичної Праці.
- Кисіль В. Д. — удостоєний ордена Леніна.

## Галерея

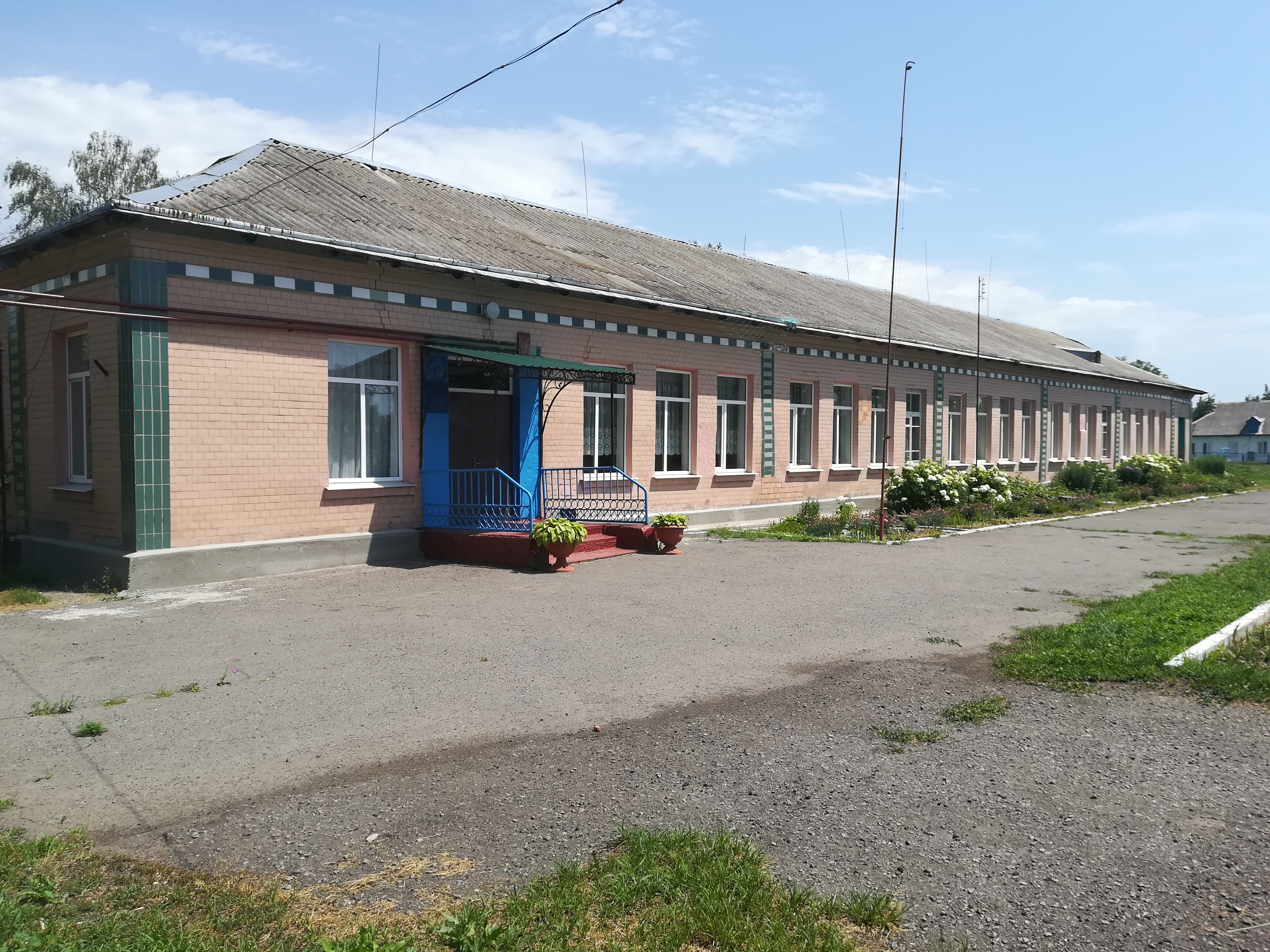
Новожиттівський навчально-виховний комплекс
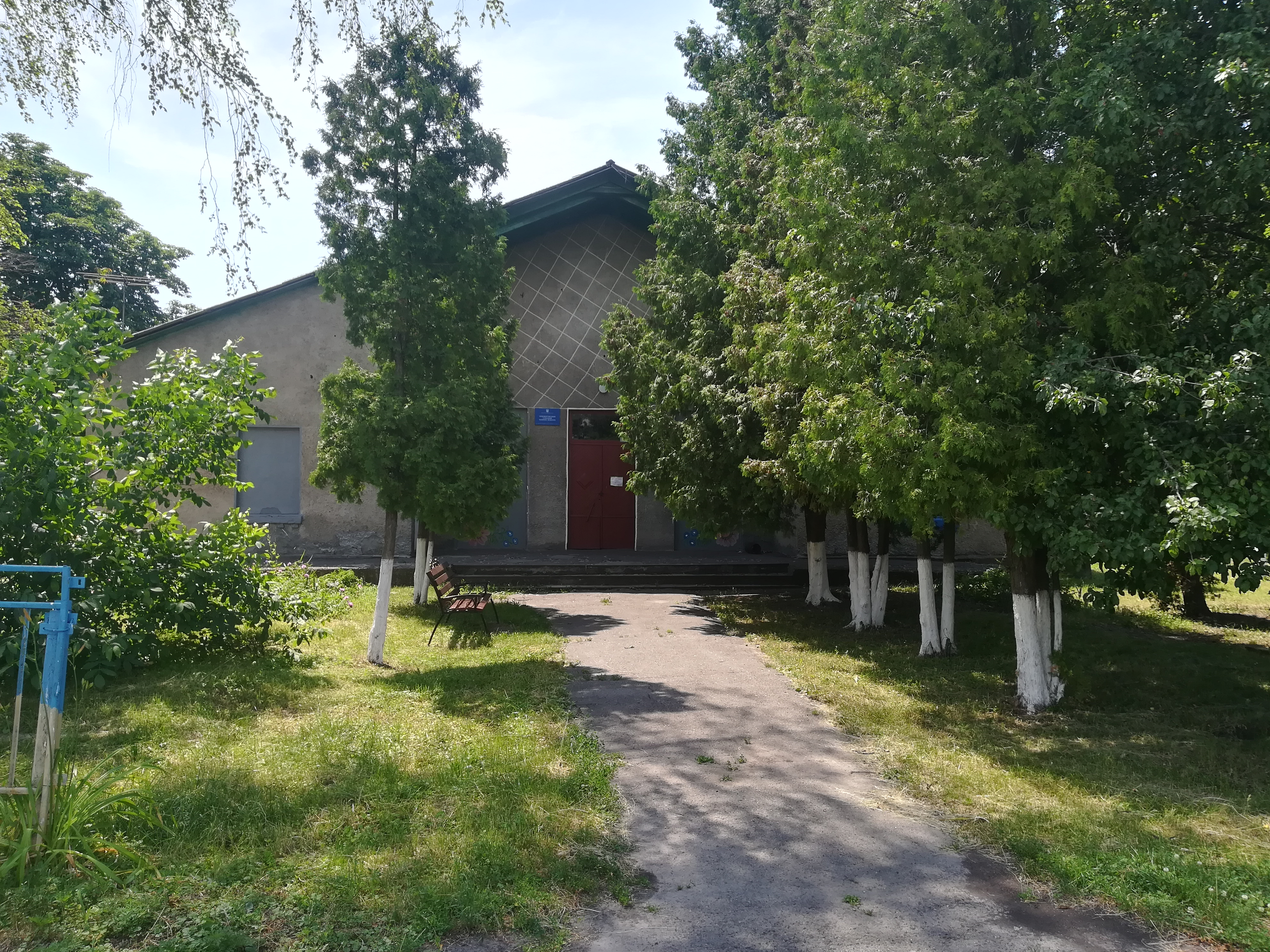
Будинок культури
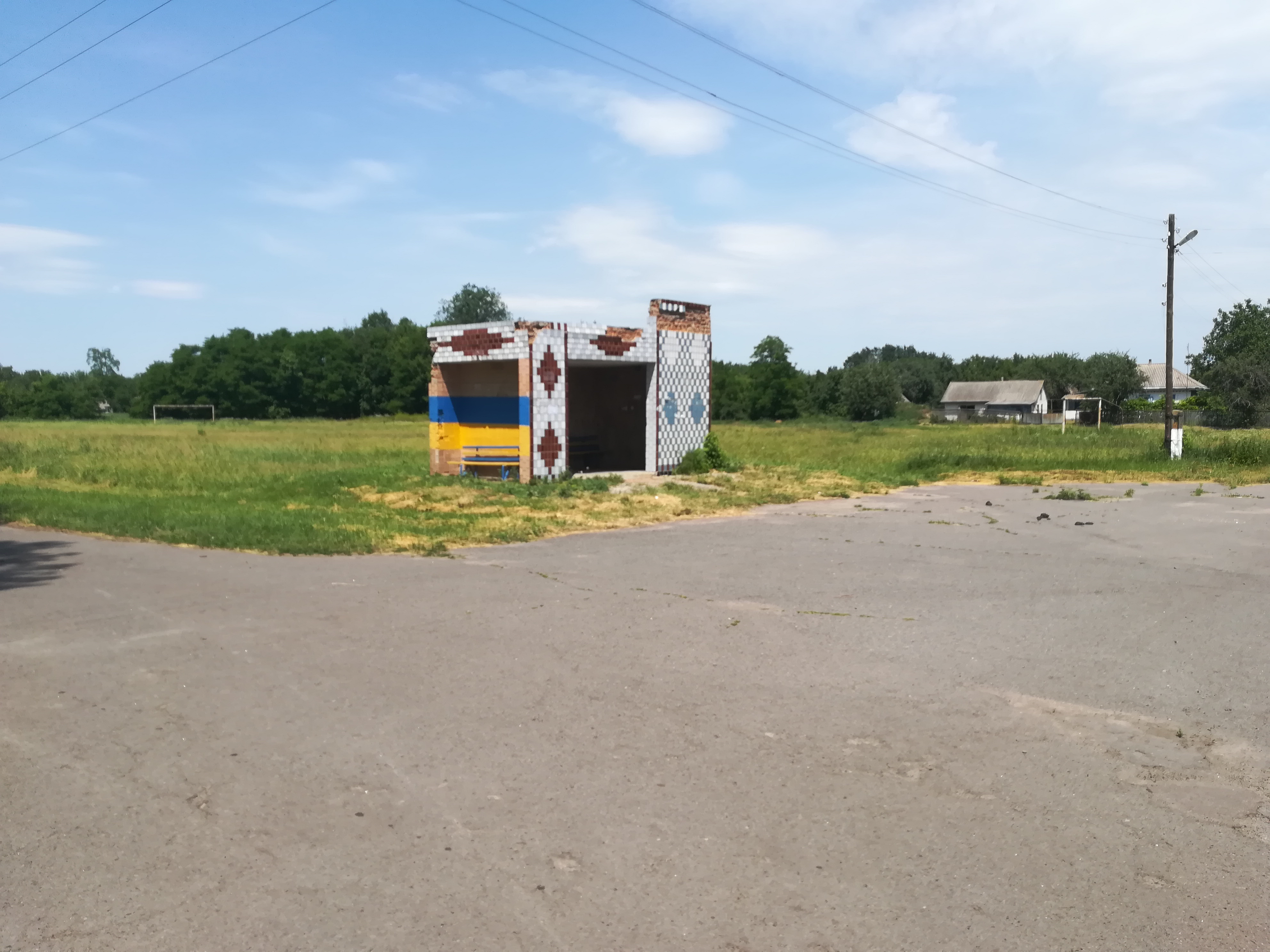
Автобусна зупинка
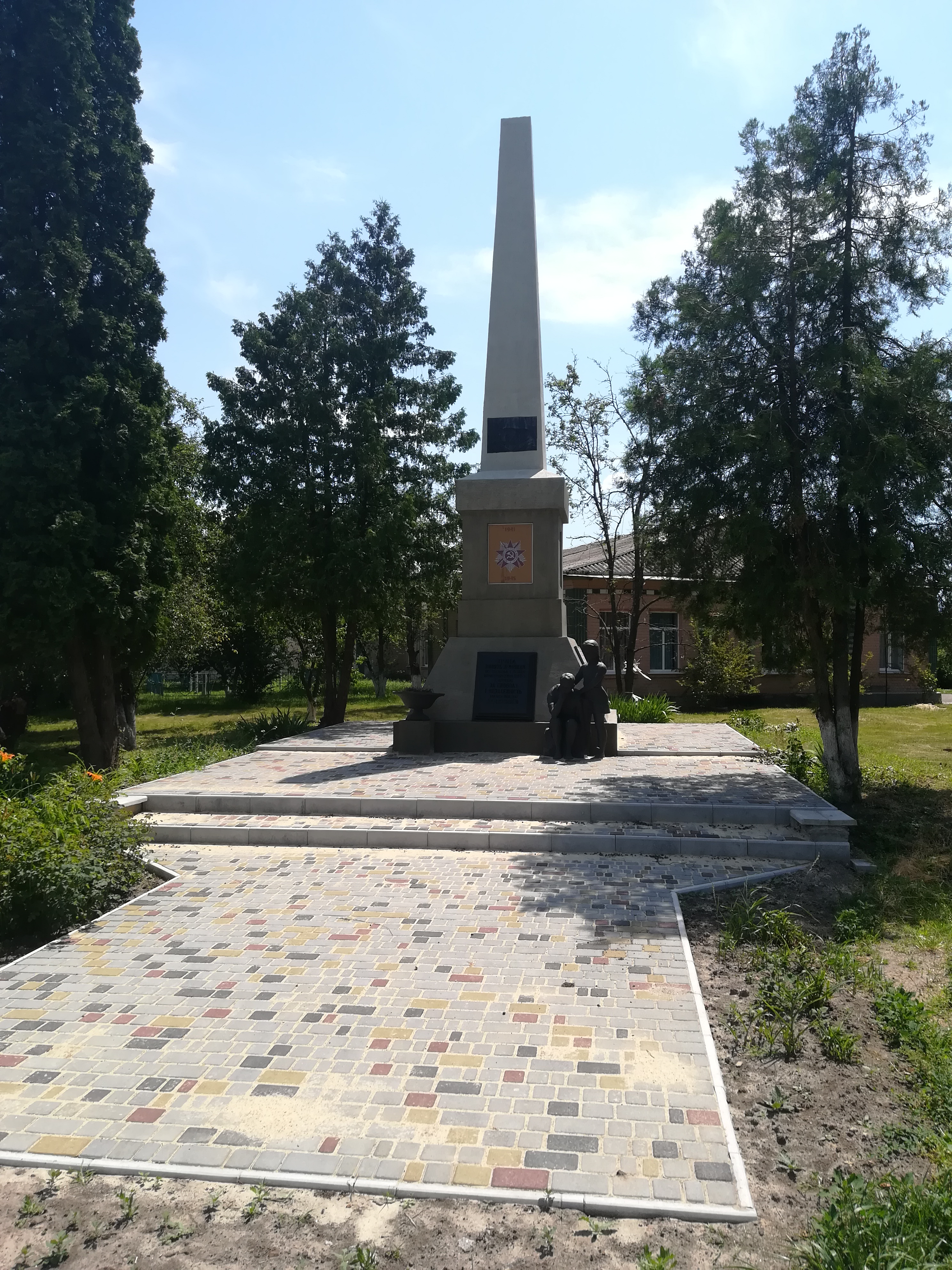
Обеліск
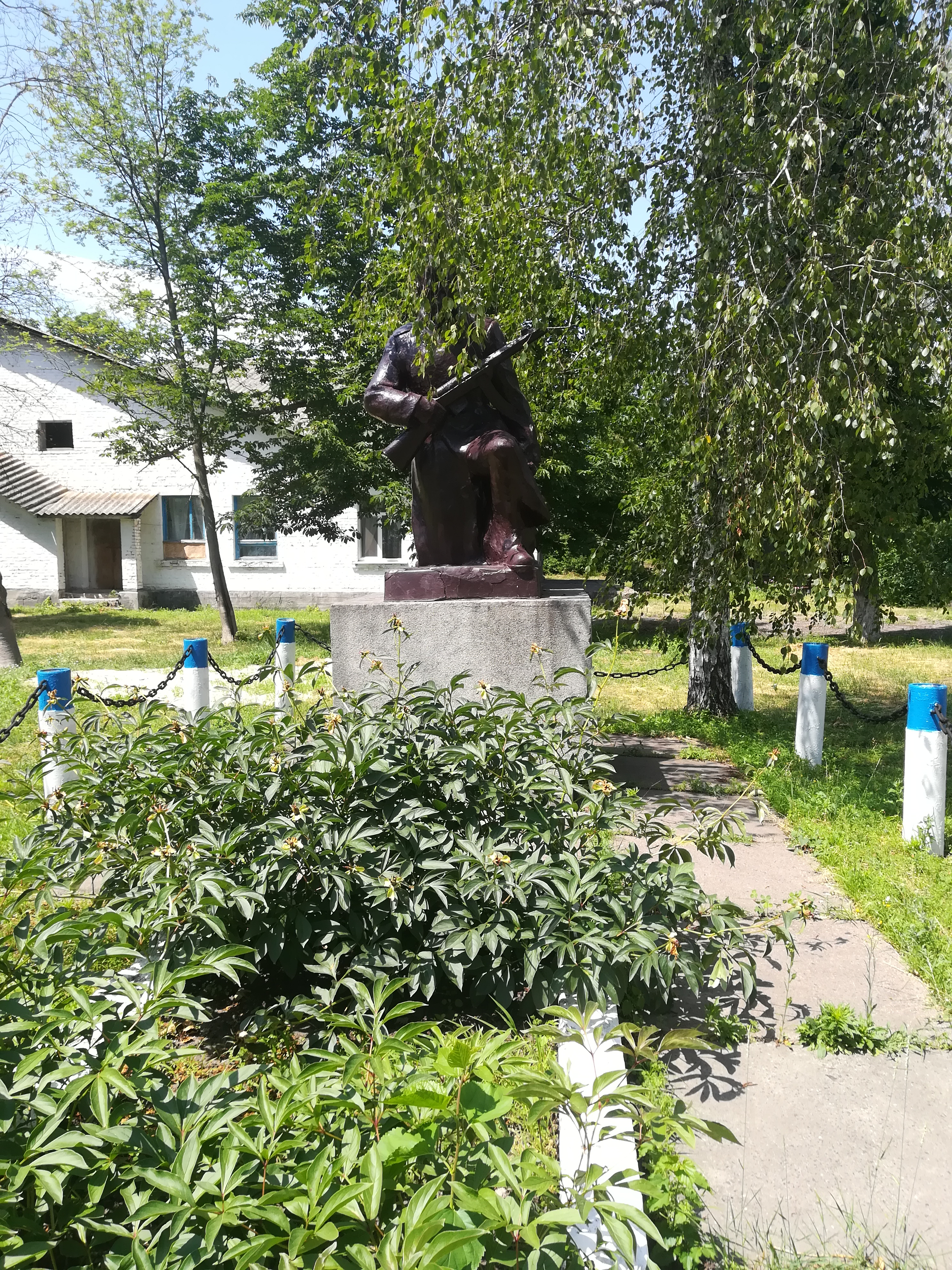
Пам'ятник невідомому солдату